# كليوت (المكلا)

تعديل مصدري - تعديل

كليوت هي إحدى قرى عزلة المكلا بمديرية المكلا التابعة لمحافظة حضرموت، بلغ تعداد سكانها 426 نسمة حسب تعداد اليمن لعام 2004.